# Abergasilis amplexus
Abergasilis amplexus är en kräftdjursart som beskrevs av Hewitt 1978. Abergasilis amplexus ingår i släktet Abergasilis och familjen Ergasilidae. Inga underarter finns listade i Catalogue of Life.